# Roland Johansson (skådespelare)
Roland Johansson, född 20 december 1941 i Skellefteå, är en svensk skådespelare. Han är tvillingbror till Rolf Johansson. Bröderna medverkade tillsammans i filmen Ljuset från Lund (1955).

## Filmografi
- 1955 – Ljuset från Lund
- 1980 – Attentatet